# El Kseur
El Kseur és un municipi (baladiyah) de la província de Bugia a Algèria. Està situat al nord del país, a la regió de Cabília, a l'est d'Alger i a prop de la costa de la mar Mediterrània.
Segons el cens d'abril de 2008 tenia 29.842 habitants.

## Toponímia
El Kseur prové de l'àrab qasar (en algerià: qsar), que significa "palau" o "poble fortificat" en referència a la fortalesa construïda el 1327.

## Història

### Període romà
Durant l'època romana, El Kseur era conegut com a Tubusuctu o Tubusuptu. Aquesta colònia romana va ser fundada per August i destinada als veterans de la VII legió. Econòmicament, era coneguda pel seu oli d'oliva. Avui en dia encara es conserven en bon estat les runes dels banys.

El 1872, durant la colonització, El Kseur va ser un centre d'assentament europeu. Molts alsacians i Laureans es van establir aquí, sobretot després de la derrota francesa de 1870 contra Prússia.

### Domini Francès
El 1872 durant la colonització, El Kseur va ser un centre d'assentament europeu. Molts alsacians i Laureans es van establir aquí, sobretot després de la derrota francesa de 1870 contra Prússia.
Durant la guerra d'Algèria, El Kseur va ser una de les primeres regions de Cabília en unir-se al FLN.
El Kseur va ser l'escenari de diverses batalles entre l'exèrcit colonial i la guerrilla de la Wilaya III.

### 1900-Actualitat
El 1943 es va formar el grup escolta Salhi Hocine, un dels més antics d'Algèria. Fins al 1970 s'anomenava Thabet (perseverança), un nom molt adequat tenint en compte la longevitat del grup. A partir de 1970 va tenir el nom actual, el qual és el nom d'un dels membres del grup, el qual es va convertir un dels xahid més joves de la localitat.

## Llocs d'interès

### Tubusuctu (Tiklat)
Va ser una colònia romana fundada per August i destinada als veterans militars de la VII legió.
L'oli d'oliva de la regió era molt popular i les gerres de Tiklat es van trobar en tot l'imperi romà, el qual demostra la seva importància comercial.
Actualment, encara queden vestigis d'aquesta colònia com un aqüeducte, banys termals i un mosaic quasi intacte.

### Temzezdekt
Una fortalesa construïda el 1327, durant el regnat del sultà Abd-er-Rahman Abu Tachefin, durant el setge de Bugia.

### Memorial al màrtir Salhi Hocine
Monument en memòria d'un dels xahid (màrtir) més joves de la localitat.

## Economia
El Kseur és el segon centre econòmic més important de la província de Bugia. La seva posició geogràfica en l'encreuament de múltiples vies de comunicació ha fet que es converteixi en un destacat centre logístic i comercial de la regió. La localitat té varies empreses en la zona industrial, amb una de les més importants que és la Brasserie Star d'Algérie, una productora de cervesa.

## Educació

### Campus El Kseur - Universitat de Bejaia
El 2021 el ministre d'educació superior i investigació científica, Abdelbaki Benziane va inaugurar el campus de la universitat, el qual té 6000 places per estudiants.

## Esport
El club històric de la ciutat és l'OEK (Olympique El Kseur volley ball), un club de voleibol creat el 1972, el qual forma part de la 1a divisió de voleibol d'Algèria.
El Kseur també té un club de judo anomenat Club JSEK, que entrena a joves judokes els quals competeixen a escala nacional.

## Transport
La xarxa de carreteres de la ciutat es compon de dues nacionals: la 12 (coneguda com la carretera Kabylia), la qual connecta les ciutats de Bugia i Tizi Ouzou i la 26, la qual connecta Bejaia amb Alger a través de M'Chedallah.
A la localitat hi ha l'estació de tren d'el Kseur Oued Amizour, la qual uneix mitjançant una via ferroviària les següents ciutats: Bugia – El Kseur - Sidi Aïch - Akbou - Tazmalt - Beni Mansour - Hanif - Bouira - Boumerdes - Alger.
El 2019 es va inaugurar el tren Coradia, reduint el temps de trajecte en gairebé una hora respecte als trens regionals.

## Clima
Segons la classificació climàtica de Köppen, El Kseur té un clima mediterrani CSA. A la ciutat els estius són calents i secs i els hiverns són freds i molls. La temperatura anual varia de 6 °C a 30 °C.
La temporada de calor dura tres mesos, del 24 de juny al 23 de setembre, amb una temperatura màxima mitjana de 27 °C. El mes més calorós és agost amb una temperatura màxima mitjana de 30 °C.
La temporada freda dura quatre mesos, del 26 de novembre al 25 de març, amb una temperatura màxima mitjana inferior a 18 °C. El mes més fred de l'any és gener, amb una temperatura mínima mitjana de 7 °C.

## Personatges il·lustres
- Tahar Amirouchen: Secretari de la wilaya III durant la guerra d'Algèria i assessor del coronel Amirouche
- Soraya Haddad: Medallista olímpica de judo
- Rachid Baris: Exfutbolista internacional i expresident de JS Kabylie
- Nassim Hedroug: Jugador de voleibol, considerat un dels millors d'Algèria
- Mohamed Bouhadou: Judoka. Medallista d'or el 1990 en el campionat africà de Judo.
- Christian Vebel: Compositor musical
- Abderrahmane Nekli: Diplomàtic i activista africà
- Katia Bengana: Va ser una jove estudiant d'educació secundària, assassinada per negar-se a portar el vel islàmic (hijab). Enterrada a El Kseur[9]

## Galeria

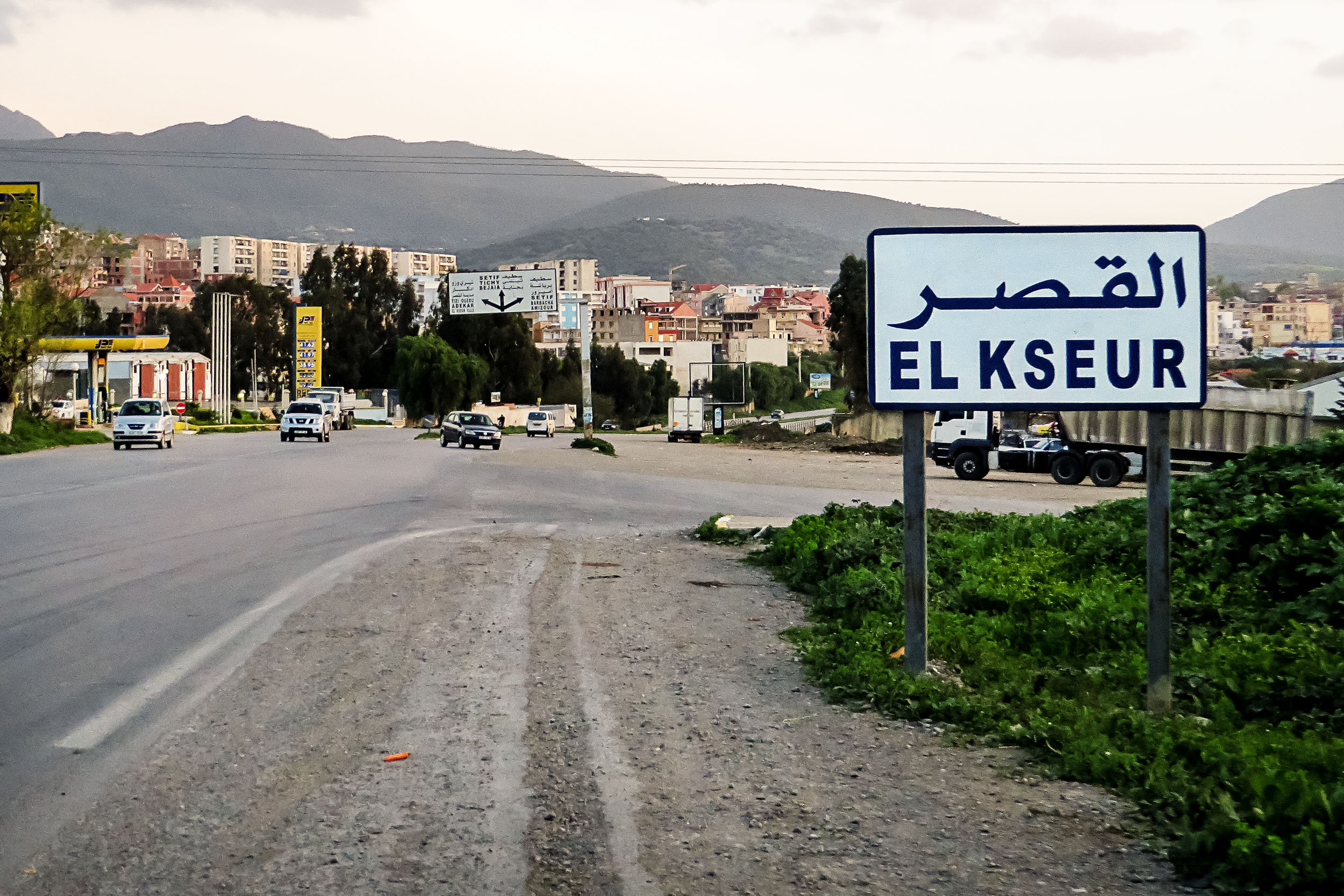
Entrada El Kseur
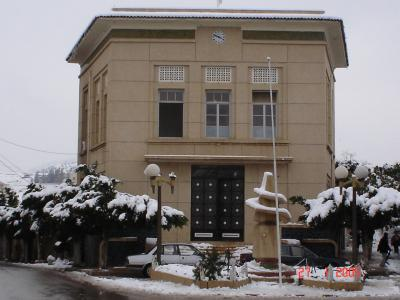
Ajuntament de El Kseur
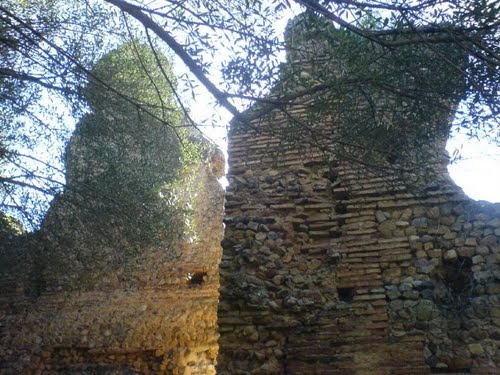
Ruïnes romanes de Tiklat
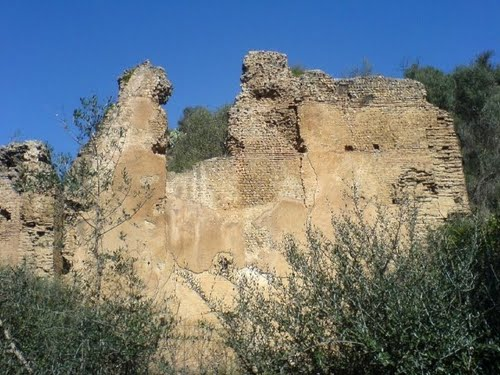
Ruïnes romanes de Tiklat
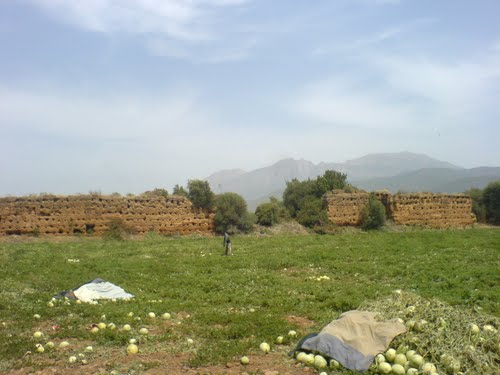
Fortalesa de Temzezdekt